# Perturbazione
Perturbazione este formație italiană de muzică pop înființată în 1990 de Tommaso Cerasuolo , Rossano Antonio Lo Mele, Stefano Milano și Gigi Giancursi.